# Gerry Conway
Gerry Conway (ur. 11 września 1947 w King’s Lynn w hrabstwie Norfolk, zm. 29 marca 2024) – brytyjski perkusista folkrockowy, członek wielu zespołów folkrockowych i rockowych, muzyk sesyjny.
Karierę zaczynał w latach 60. współpracując z Alexisem Kornerem oraz w zespole Eclection, w którym grali również Kerrilee Male, Georg Kajanus (jako George Hultgreen), Michael Rosen oraz Trevor Lucas. Następnie wraz z Lucasem dołączył w 1970 do zespołu Fotheringay, który zakładała żona Lucasa, Sandy Denny, wcześniej wokalistka Fairport Convention, i do którego dołączyli również Jerry Donahue i Pat Donaldson. Po rozpadzie zespołu Conway wraz z Lucasem i Donahue, dołączyli do zreformowanego Fairport Convention, by nagrać płytę Rosie, przy czym Conway wziął jedynie udział w nagraniu trzech utworów (pochodzących z repertuaru Fotheringay) i nie związał się na stałe z grupą. W drugiej połowie lat siedemdziesiątych pracował jako muzyk sesyjny m.in. dla Cata Stevensa i Chrisa de Burgha. W latach 1982–1984 był stałym członkiem zespołu Jethro Tull i współtwórcą ich albumu The Broadsword and the Beast. Po odejściu z zespołu powrócił do roli muzyka sesyjnego.
Od 1998 roku Conway jest na stałe perkusistą ponownie zreformowanego Fairport Convention, jako perkusista występuje również w zespole Jacqui McShee’s Pentangle

## Życiorys
- Gerry Conway – The Official Jethro Tull Website. j-tull.com. [zarchiwizowane z tego adresu (2006-08-28)]. (ang.).
- Gerry Conway – Music Biography, Credits and Discography : AllMusic (ang.)